# Управа Ширег Лондона
Управа Ширег Лондона (енгл. Greater London Authority, GLA) је административни орган задужен за управљање територијом Ширег Лондона коју чине 32 лондонске општине и Град Лондон. Орган чине градоначелник и Скупштина од 25 чланова.
Тренутни градоначелник је Садик Кан (енгл. Sadiq Khan).

## Историја
Савет ширег Лондона, орган који је имао функцију сличну данашњој Управи, укинула је Маргарет Тачер 1986. године. Одлука је имала више димензија. На челу Савета и тада је био Ливингстон који је био лабуриста, док је тадашња влада била конзервативна. Међутим, сама одлука се спремала већ дуже време. Многе општине су сматрале да подједнако добро могу да управљају својом територијом користећи се надлежностима Савета и без његовог постојања. Савет је имао и бројних финансијских потешкоћа.
Све до 2000. није постојао ниједан орган који је имао извршну власт над Лондоном као целином. По предлогу Тонија Блера из 1997, планирано је оснивање органа који би имао овлашћења слична онима некадашњег Савета. Такође, Лондон би добио градоначелника који би био његов јединствени представник. Предлог је великом већином (72%) прихваћен на референдуму из 1998. Нешто касније, 1999. предлог је усвојила и краљица Елизабета II, што је традиционално неопходно како би се завршио процес усвајања неке одлуке. Кен Ливингстон је, након контроверзне кампање, уз велико противљење Блера, 2000. изабран за градоначелника. Наиме, Ливингстон, иако члан Лабуристичке партије, није добио номинацију од своје странке за овај положај те је на изборе изашао као независан кандидат грађана. Победом на изборима он је постао први директно изабрани градоначелник било ког британског града.
Ливингстон је 2004. реизабран за градоначелника, овај пут као кандидат Лабуриста, и сада служи свој други мандат. 2005. године изнет је предлог за проширење овлашћења Управе.

## Улога и надлежности
Примарна идеја иза стварања Управе била је установљење функције градоначелника који би побољшавао сарадњу и комуникацију између лондонских општина и који би уједно био личност која би представљала Лондон као целину.
Градоначелник има широку аутономију деловања. Он установљује буџет, поставља челнике органа који су одговорни Управи укључујући и лондонску Метрополитан полицију, која је до оснивања Управе била под управом Министарства унутрашњих послова.
Скупштина Управе има претежно надзорну улогу. Чине је представници из сваке од лондонских општина а укупно их је 25. Њен задатак је да контролише одлуке градоначелника, те да му тражи одговарајућа објашњења и измене. Скупштина контролише трошења града и може да тражи градоначелнику ребаланс буџета. Такође, Скупштина може двотрећинском већином да одбије градоначелников предлог буџета. Осим тога, Скупштина делује претежно саветодавно. Она нема моћ да опозове градоначелника.
Скупштина се тренутно састоји од 8 конзервативаца, 7 лабуриста, 5 либералних демократа, 2 зелена и 1 посланика групе грађана. Од реизбора Ливингстона као кандидата Лабуриста на челу Скупштине се, из етичких разлога, налазе Конзервативци.
У надлежности ауторитета се налази следеће:
- транспорт - Управа је задужена за јавни превоз у Лондону. У ту сврху је формиран засебни орган - Транспорт за Лондон (енгл. Transport for London) - који је директно одговоран Управи. На њему је и одржавање одређених јавних путева.
- полиција - рад Метрополитан полиције надгледа Управа Метрополитан полиције. Овај орган чине чланови Скупштине Управе, затим чланови које пробере градоначелник и други независни чланови.
- противпожарно и планирање за ванредне ситуације - слично као и полиција, и овим сектором управља засебан орган, формирано од стране Управе, директно одговоран градоначелнику.
- планирање и економски развој - на градоначелнику је да оформи стратешки план коришћења лондонског земљишта и економског развитка Лондона. У ту сврху формирана се и засебан орган - Агенција за развитак Лондона.

Уколико се прихвате предлози из 2005, у надлежности Управе биће и брига о отпаду, специфична стамбена питања и образовање.
Штаб Управе Ширег Лондона је у Градској већници изграђеној 2002. на обали Темзе недалеко од Тауербриџа.